# بن اسمیت (بازیکن فوتبال، زاده ۱۹۸۶)
بن اسمیت (انگلیسی: Ben Smith؛ زادهٔ ۵ سپتامبر ۱۹۸۶) بازیکن فوتبال اهل بریتانیا است.
از باشگاه‌هایی که در آن بازی کرده‌است می‌توان به باشگاه فوتبال دونکستر راورز، باشگاه فوتبال مورکم، باشگاه فوتبال استوک‌پورت کانتی، باشگاه فوتبال لینکولن سیتی، باشگاه فوتبال روچدیل، باشگاه فوتبال ساوتپورت، و باشگاه فوتبال شروزبری تاون اشاره کرد.